# Doctor Nájera
El Doctor Nájera es un personaje ficticio (real ver líneas abajo) que aparece en las películas mexicanas El Chanfle (1979) y El Chanfle 2 (1982), del director Enrique Segoviano. Es el médico del Club América y está interpretado por el actor Édgar Vivar. 

## Descripción del personaje
Su trabajo incluye, entre otras cosas, vigilar la salud y condición física de los jugadores y el desempeño relacionado con estos ámbitos.
Fue quien diagnosticó el embarazo de "Tere", la esposa de "Chanfle" y colaboró en el nacimiento de Teresita (como la llamaron) durante el partido Atlético vs. América en la final del campeonato.
Es muy íntegro y amable, sus conocimientos sobre fútbol son amplios, así como el punto objetivo de vista sobre los jugadores, y el papel que desempeñan en cada sociedad.
Es un idealista, como lo describe el Sr. Matute, el presidente del Club.
Entre sus hábitos más conocidos está el comer mucho, obviamente.
Trata de llevarse bien con todos con los que se relaciona, tanto con el entrenador Moncho Reyes, interpretado por Ramón Valdés, como con el Señor Secudo, interpretado por Sergio Ramos, "El Comanche", en el Chanfle 2.
Aunque por el difícil carácter de estos dos, particularmente del segundo, es muy poco probable que cualquier persona pueda llevarse bien con alguno de ellos.
- Datos: Q5812215